# Condado de Mercer (Nova Jérsia)
O Condado de Mercer (em inglês:  Mercer County) é um dos 21 condados do estado americano de Nova Jérsia. A sede e maior cidade do condado é Trenton. Foi fundado em 1838.
O condado possui uma área de 593 km², dos quais 11 km² estão cobertos por água, uma população de 366 513 habitantes, e uma densidade populacional de 630,2 hab/km² (segundo o censo nacional de 2010).